# Cara a cara (canción)
«Cara a cara» es una balada romántica de 1983 escrita y producida por Rafael Pérez Botija, e interpretada por la cantante y actriz mexicana Dulce incluida en su quinto álbum de estudio del mismo título, y uno de sus más reconocidos éxitos musicales.

## Antecedentes y significado
La mayoría de los temas fueron compuestos por Rafael Pérez Botija (también conocido por ser autor de éxitos de artistas de renombre como José José, Lucero, Rocío Dúrcal, Emmanuel, entre otros).
La canción se enfoca en la fortaleza y sinceridad de la protagonista, quien se enfrenta a la posibilidad de ser abandonada por su pareja. En lugar de suplicar o mostrar debilidad, exige claridad y honestidad.

## Posición en listas
| Año | Lista       | País   | Posición más alta | Ref.  |
| --- | ----------- | ------ | ----------------- | ----- |
| 198 | Tops Charts | México | 39                | [ 5 ] |

## Certificaciones
| Región            | Certificación | Unidades | Ref.  |
| ----------------- | ------------- | -------- | ----- |
| México (AMPROFON) | Oro           | 21,000   | [ 6 ] |